# Идоменей
 Тази статия е за героя от древногръцката митология.  За операта на Моцарт вижте Идоменей (опера).  
Идоменей (на гръцки: Ιδομενέας) в древногръцката митология е внук на критския цар Минос и е син на Девкалион.
Идоменей е един от 80-те претенденти за ръката на Хубавата Елена и като такъв участва в споразумението, сключено между тях и взема участие в Троянската война. В Илиада той и неговия спътник Мерион се споменават често като царете, вземащи най-дейно участие в битките.
Според „Одисея“ Идоменей щастливо се върнал вкъщи, но според по-късни източници той бил наказан от боговете да блуждае на остров с язва, защото принесъл в жертва собствения си син. Докато се връщал към вкъщи, корабът му попаднал в буря. Той помолил Посейдон да му помогне, като обещал като стигне у дома да му принесе в жертва първото нещо, което види. Първи видял сина си и изпълнил обещанието си. Затова и бил наказан. Според тези по-късни митове Идоменей стигнал до Калабрия (Италия), в Салентинската земя, където той построил храм на Атина, а после и в Колофон, където доживял дълбока старост близо до светилището на Аполон. Там и показвали неговия гроб, въпреки че критяните уверявали, че Идоменей е умрял на техния остров и също показвали гроба му.

## В изкуството
- „Idomeneo, Re di Creta“ („Идоменей, цар на Крит“) е първата не комична опера на Моцарт, написана през 1781 г. за Мюнхенската опера.